# Kasteel Millen

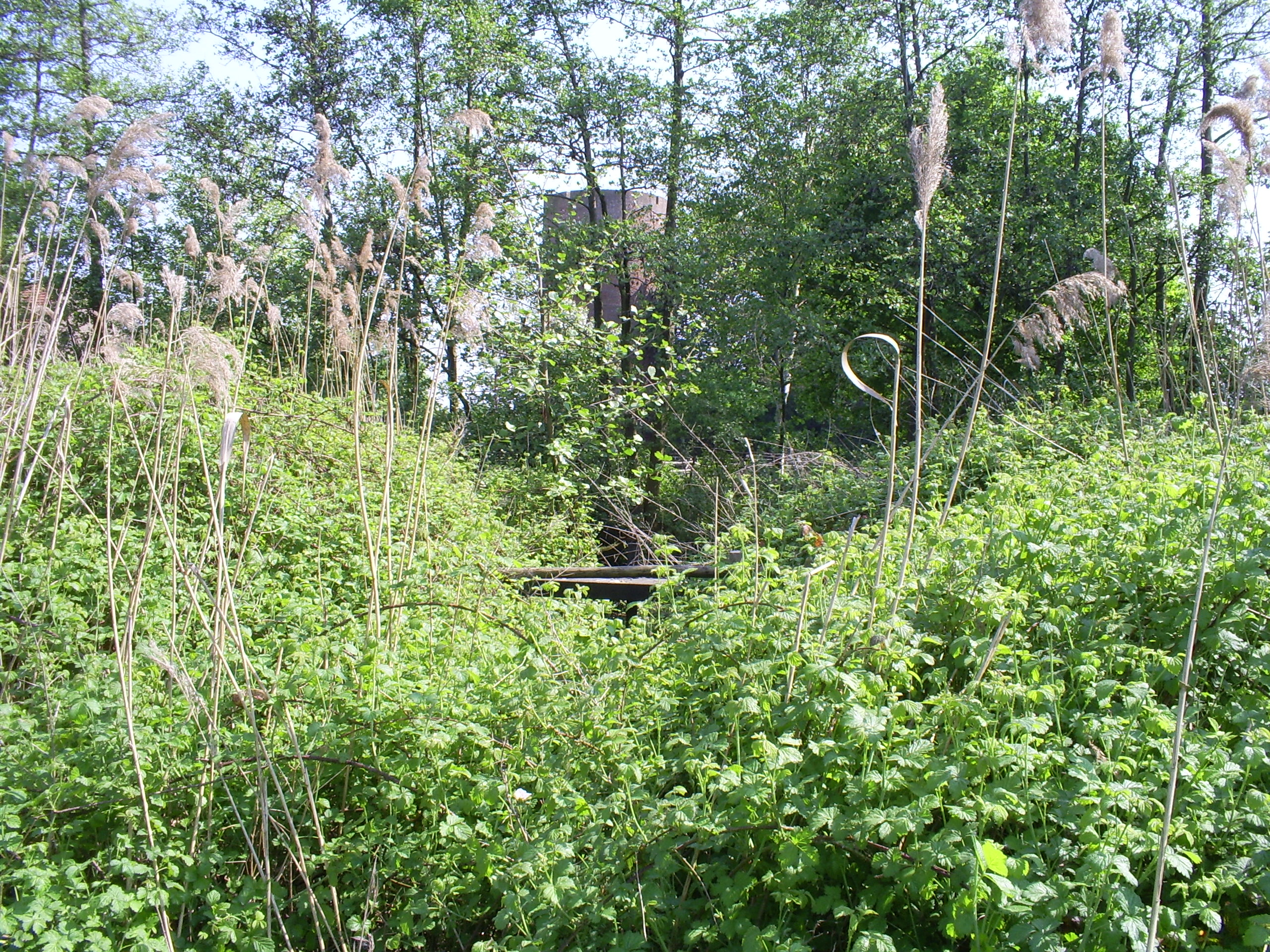
Kasteel Millen, op de achtergrond de donjon van het oorspronkelijke kasteel

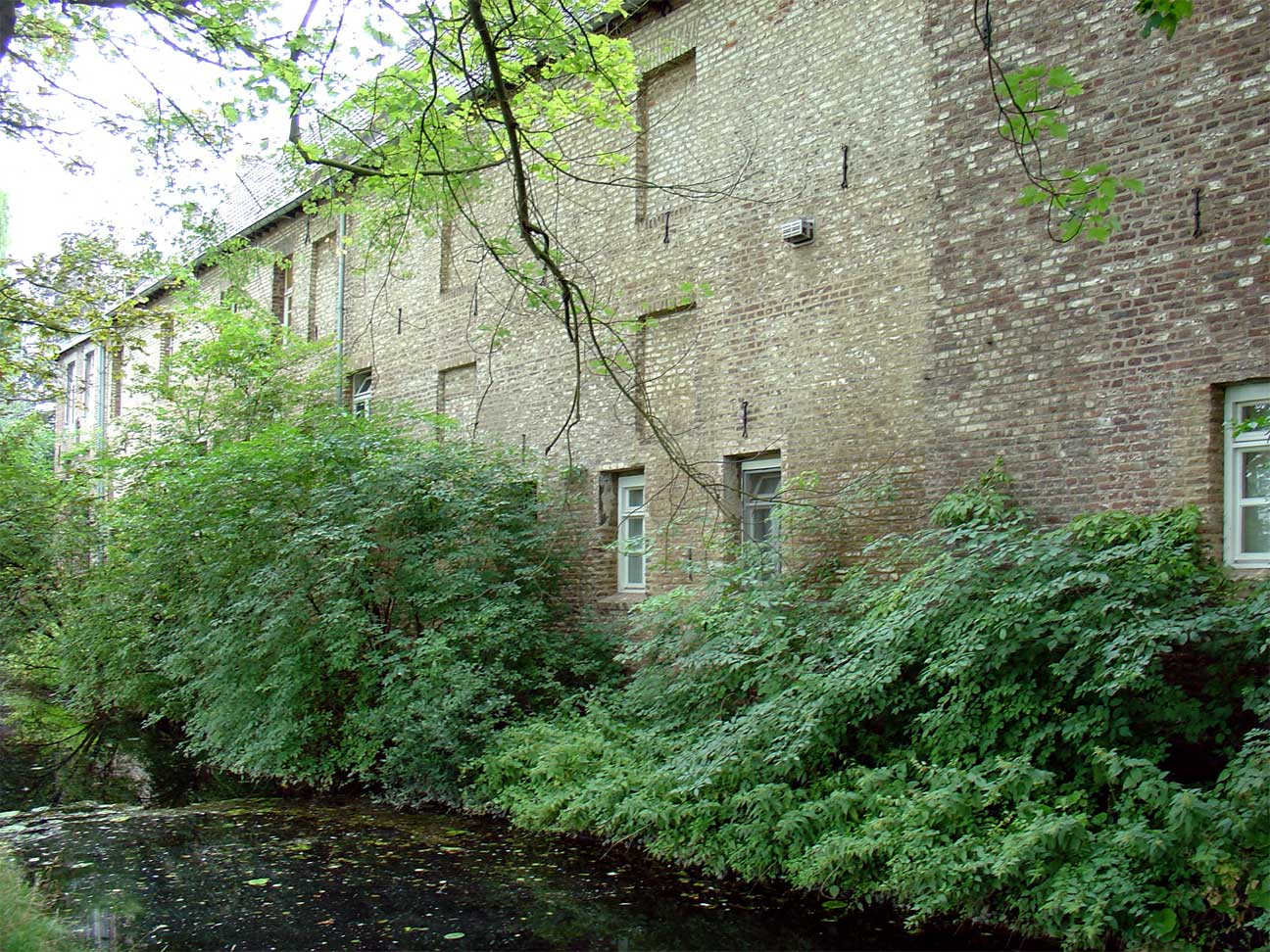
Het huidige Huis Millen in Limburg

Kasteel Millen of Huis Millen is een ruïne bij Sittard in Nederlands-Limburg, net over de grens van het Duitse dorp Millen, bestaande uit een donjon uit de veertiende eeuw, een stuk ringmuur en een zwaarder muurdeel.

## Geschiedenis
Van het eerste kasteel, dat in 1287 afbrandde, is niets meer terug te vinden op de motteheuvel, evenmin als van de herbouw. Het opnieuw gebouwde kasteel was in 1365 zo vervallen, dat men de opdracht gaf het wederom te verbouwen. Waarschijnlijk stamt de huidige ruïne nog van die tweede herbouw. De laatste herbouw is waarschijnlijk in fases verlopen. In de strijd tussen Gelre en Karel V zou het kasteel verwoest zijn door zowel Maarten van Rossum, als door René van Chalon. Wat hier echter werkelijk gebeurde is niet bekend. Op de landsdag van Gulik-Kleef-Berg werd afgesproken de kastelen Born en Millen af te breken. Alleen Born werd echter in die tijd afgebroken; Millen werd pas in de achttiende eeuw afgebroken.
In de zeventiende eeuw werd zo'n 100 meter van het oude kasteel een nieuw gebouw opgetrokken, dat rond 1700 uitgebreid werd met lage dienstgebouwen.
Het nieuwe kasteel is niet te bezichtigen, maar vanaf de weg te zien. De ruïne van het oude kasteel is vooral 's winters gedeeltelijk te zien.
Vlak naast het landgoed, aan de rand van het industrieterrein, is in 1999 door de bewoner het Parkbos Millen ontwikkeld.
Na de aanleg van de provinciale weg N297, waarbij de rechtstreekse verbinding met Nieuwstadt werd opgeheven, werd het gehele gebied ten zuiden van deze nieuwe weg, inclusief het landgoed volledig bij de gemeente Sittard-Geleen gevoegd.

## Relatie met Nassau
In het jaar 1462 was de drossaard van Millen voogd van de minderjarige graaf Engelbrecht II van Nassau-Breda uit het geslacht Nassau-Dillenburg, heer van Breda,  graaf van Vianden, en later ook van Diest, die al op zeer jonge leeftijd heer van Millen was. Deze Engelbrecht II, de zoon van Maria van Loon-Heinsberg, werd in latere jaren de eerste landvoogd van de Habsburgse Nederlanden (1485-1486) met Brussel als bestuurscentrum. Maria van Loon-Heinsberg verruilde de residentie van Millen, door Dirk II van Heinsberg in het jaar 1282 aangekocht, in 1499 voor het Brabantse Diest. Het wapen van Maria (de overgrootmoeder van Willem van Oranje), de witte Leeuw van Limburg, is terug te vinden in het wapen van de Nederlandse gemeente Roerdalen.